# Giovanni Francesco Gàmbara
Giovanni Francesco kardinal Gàmbara, italijanski rimskokatoliški duhovnik, škof in kardinal, * ?, † 5. maj 1587.

## Življenjepis
26. februarja 1561 je bil povzdignjen v kardinala.
Leta 1568 je bil imenovan za škofa Viterbe e Tuscania, leta 1580 za škofa Albana in leta 1583 za škofa Palestrine.